# Магнітогорськ (аеропорт)
Міжнародний аеропорт Магнітогорськ (рос. Международный аэропорт Магнитогорск) (IATA: MQF, ICAO: USCM)) — цивільний аеропорт федерального значення в Магнітогорську, за 14 км на захід від міста.
Аеропорт фактично розташований на території Абзеліловського району Башкортостану, біля села Давлетово, проте він і прилегла до нього територія адміністративно підпорядковані Правобережному району Магнітогорського міського округу Челябінської області.

## ТипиПС, які приймає
Ан-12, Ан-24, Ан-26, Ан-28, Ил-76, Ту-134, Ту-154, Ту-204, Ту-214, Як-40, Як-42, Airbus A300, Airbus A319, Airbus A320, Airbus A321, ATR 42, ATR 72, Boeing 737-300,-400,-500,-600,-700,-800, Boeing 757 Bombardier CRJ 100/200, Embraer EMB 120 Brasilia, Sukhoi Superjet 100, Pilatus PC-12, SAAB-340, SAAB 2000, Cessna 208, Cessna Grand Caravan і більш легкі, гелікоптери всіх типів.

## Авіалінії та напрямки
| Авіакомпанія      | Пункт призначення                 |
| ----------------- | --------------------------------- |
| Aeroflot          | Москва-Шереметьєво                |
| Nordwind Airlines | Сезонний чартер: Анталія          |
| Pegas Fly         | Сезонний чартер: Дубай-Аль-Мактум |
| Ural Airlines     | Сімферополь                       |